# Columbo: Stirb für mich
Stirb für mich (Originaltitel: Candidate for Crime) ist eine erstmals im Rahmen der NBC-Sunday-Mystery-Movie-Serie gesendete Episode der Kriminalfilm-Reihe Columbo aus dem Jahr 1973. Die deutschsprachige Erstausstrahlung der dritten Folge der dritten Staffel folgte erst 1992 auf RTL plus. Der US-amerikanische Schauspieler Jackie Cooper verkörpert als Senatskandidat Nelson Hayward den Gegenspieler von Inspektor Columbo, dargestellt von Peter Falk.

## Handlung
Nelson Hayward ist ein aussichtsreicher Kandidat für ein Mandat im US-Senat und bekannt für seine harte Linie im Umgang mit der organisierten Kriminalität. Um die kurz bevorstehende und voraussichtlich enge Wahl vorteilhaft zu beeinflussen, hat der Wahlkampfleiter Harry Stone erfundene Geschichten über Morddrohungen gegen den Politiker in die Welt gesetzt. Vor der versammelten Presse gibt sich Hayward zwar betont gelassen, dennoch befindet er sich zu seiner eigenen Sicherheit im für die Endphase der Kampagne angemieteten Hotel unter ständigem Personenschutz. Zu den eingeteilten Polizeikräften gehört auch Inspektor Columbo. Darüber hinaus hat der verheiratete Hayward eine heimliche Affäre mit der Wahlkampfhelferin Linda Johnson, die zugleich als Sekretärin für seine Ehefrau Victoria arbeitet. Als einflussreicher Drahtzieher verfolgt der ambitionierte Stone eigene berufliche Ziele. In Erwartung skandalträchtiger Verwicklungen fordert er Johnson auf, die Beziehung mit Hayward zu beenden. Kurz darauf wird ihr Liebhaber ebenfalls unter Druck gesetzt, da Stone von unrühmlichen Ereignissen aus dessen Vergangenheit weiß. Hayward stimmt den Forderungen scheinbar unter der Bedingung zu, die Angelegenheit mit Johnson zu besprechen. Allerdings muss die in der Tiefgarage ausharrende Polizeieskorte überlistet werden. Zu diesem Zweck verlässt Stone mit Haywards Jackett, Hut und Wagen fluchtartig das Gebäude. Während dieser seine Verfolger bald abschütteln kann, macht sich Hayward auf den Weg zu seinem Strandhaus. Plangemäß erreicht auch Stone am Abend den vereinbarten Treffpunkt. In der Garage tritt Hayward plötzlich aus dem Schatten und erschießt den Manager. Zur Vortäuschung eines späteren Todeszeitpunktes stattet er den Toten mit einer Armbanduhr aus, verstellt die Zeiger und beschädigt das Uhrglas. Anschließend fährt Hayward in sein anderes Haus, wo sich Freunde zu einer Überraschungsparty anlässlich des Geburtstages von seiner Frau versammelt haben. Nach etwa einer Stunde alarmiert er von seinem Arbeitszimmer aus mit verstellter Stimme und unter Hinweis auf den Tatort die Polizei.
Die ermittelnden Beamten unter Leitung des stellvertretenden Polizeipräsidenten rekonstruieren den Fall zunächst so, wie vom Täter beabsichtigt: Stone sollte die Bewacher weglocken, damit Hayward unbehelligt an Victorias Geburtstagsfeier teilnehmen konnte. Unglücklicherweise wurde er in der Folge bei einem gezielten Mordanschlag Opfer einer Verwechslung. Inspektor Columbo wird mit den Untersuchungen beauftragt und informiert umgehend den von Schuldgefühlen geplagten Politiker. Am nächsten Morgen erscheint Columbo in Haywards Wahlkampfbüro, um mit ihm einige verwirrende Details zu besprechen. Zum einen war der Motor des von Stone gefahrenen Wagens schon abgekühlt, obwohl die Polizisten kurz nach dem angeblichen Tatzeitpunkt vor Ort waren. Zudem ist die Straßenlaterne vor der Garage defekt, sodass der Attentäter bei schwacher Beleuchtung eine Person nicht zielgenau hätte anvisieren können. Überdies ist unklar, woher der anonyme Anruf kam, denn die einzig infrage kommende Autowerkstatt mit einem öffentlichen Telefonapparat in der Umgebung des Tatortes war zur fraglichen Zeit geschlossen. Weitere Recherchen führen den Inspektor zu einem Herrenschneider, bei dem Hayward vor mehreren Tagen ein neues Sakko in Auftrag gab, ohne zu diesem frühen Zeitpunkt von der Notwendigkeit eines Ersatzkleidungsstückes wissen zu können. Bei nachfolgenden Verhören lernt Columbo sowohl Linda Johnson, die er zuvor zusammen mit Hayward im Büro beiläufig beobachtet hatte, als auch Victoria Hayward kennen. Die dem Alkohol zugeneigte und zunehmend verunsicherte Frau führt den Inspektor mit ihrer Einschätzung zur nächsten Ungereimtheit: Die minderwertige Armbanduhr am Handgelenk des Ermordeten verfügt über keine Stoßsicherung und passt vom Stil her nicht zu den robusten Kleidungsstücken, die Stone sonst trug.
Hayward sieht sich zunehmend dem Verdacht ausgesetzt, nicht die Wahrheit zu sagen, und muss nun handeln: Am Wahltag fingiert er einen Drohbrief und überredet Johnson, ihn der Polizei auszuhändigen. Um die Gefahr für sein Leben glaubhaft zu machen, geht er noch einen Schritt weiter: Trotz der verstärkten Sicherheitsvorkehrungen gibt er vor, im Schlafzimmer seiner Hotelsuite ungestört private Telefongespräche führen zu wollen. Stattdessen feuert er vom Balkon aus mit der schallgedämpften Tatwaffe ein Projektil durch die Fensterscheibe in Richtung Schreibtisch ab. Danach verdeckt er die Einschusslöcher, legt den Revolver in seine Aktentasche und lässt diese von Johnson aus dem Gebäude bringen. Im Anschluss suchen Hayward und Victoria zwecks Stimmenabgabe gemeinsam das Wahllokal auf. Nach seiner Rückkehr zieht sich Hayward erneut zurück. Diesmal zündet er einen Feuerwerkskörper auf dem Balkon, woraufhin die Polizisten und Wahlkampfhelfer aus dem Nebenraum in der Annahme hereinstürmen, ein Schuss wurde auf den Politiker abgefeuert. Der unbekannte Schütze habe ihn jedoch verfehlt und sei dann spurlos verschwunden. Columbo betritt den Schauplatz und erklärt, er habe das Geschoss bereits aus dem Loch in der Wand geholt und den Ballistikern übergeben. Die Analyse bestätige, dass das Beweisstück aus derselben Waffe stammt, mit der Stone getötet wurde. Als Hayward seine vermeintlichen Telefonate ankündigte, fiel dem im Pressezimmer wartenden Inspektor das ausbleibende Leuchten der Telefonlampe auf, die eine Belegung der Leitung in der benachbarten Suite signalisiert. Demnach musste es sich um einen vorgeschobenen Grund handeln, der Columbo zu einer Durchsuchung während der Abwesenheit des Verdächtigen veranlasste. Hayward wird verhaftet, der Ausgang der Wahl bleibt offen.

## Hintergrund
Im Gegensatz zu den meisten Episoden der Fernsehreihe erscheint Inspektor Columbo gleich zum Auftakt der Folge. Er gehört zum Team von Polizisten, die Nelson Hayward beschützen sollen. Sein zweiter Auftritt erfolgt dann wie üblich im Anschluss an das verübte Verbrechen. Peter Falk schwärmte von der Variation seiner Rolle: “That was nice. You’re not supposed to see him for twenty minutes and, all of a sudden, he’s the first thing you see.” (deutsch: „Das war toll. Man sollte ihn 20 Minuten lang nicht sehen, und plötzlich ist er das Erste, was man sieht.“) Der spätere Drehbuchautor Peter S. Fischer ergänzte: “It’s terrific. You’re watching the credits and there he is. Your reaction is, ‘Wait a minute. What’s he doing here? He’s not supposed to show up for twenty minutes.’” (deutsch: „Es ist großartig. Man sieht sich den Vorspann an und da ist er. Die Reaktion ist: ‚Moment mal. Was macht er hier? Er sollte in den ersten 20 Minuten nicht auftauchen.‘“)

## Besetzung und Synchronisation
Die deutschsprachige Synchronfassung entstand im Jahr 1992 bei der Alster Studios Synchron.
| Figur                | Darsteller      | Deutscher Sprecher       |
| -------------------- | --------------- | ------------------------ |
| Lieutenant Columbo   | Peter Falk      | Claus Biederstaedt       |
| Gaststars            |                 |                          |
| Nelson Hayward       | Jackie Cooper   | Eckart Dux               |
| Victoria Hayward     | Joanne Linville | Monika Gabriel           |
| Linda Johnson        | Tisha Sterling  |                          |
| Weitere Darsteller   |                 |                          |
| Harry Stone          | Ken Swofford    | Ben Hecker               |
| Sergeant Vernon      | Robert Karnes   | Wolfgang Schimmelpfennig |
| Sergeant Rojas       | Jay Varela      |                          |
| Mr. Chadwick         | Vito Scotti     | Henry König              |
| Deputy Commissioner  | Regis Cordic    | Günther Flesch           |
| Harris               | Sandy Kenyon    | Konrad Halver            |
| Regisseur            | Jack Riley      |                          |
| Dr. Perenchio        | Mario Gallo     | Günter Lüdke             |
| Verkehrspolizist     | Jude Farese     | Konrad Halver            |
| Nachrichtenmoderator | Clete Roberts   | Gerhard Lippert          |
| Sekretärin           | Katey Sagal     |                          |
| Nachrichtensprecher  | Larry Burrell   | Peter Kirchberger        |

## Rezeption
Die Fernsehzeitschrift TV Spielfilm vergab eine positive Wertung (Daumen hoch): „Bewährte Routine mit netten Dialogen.“
Der Autor Michael Striss wertete mit vier von vier Sternen (Höhepunkt). Er sah kaum Schwächen: „Gegenüber bekannten Folgen […] wurde »Stirb für mich« erst spät für Deutschland entdeckt. Ganz zu Unrecht. Sieht man davon ab, dass Jackie Cooper kein Donald Pleasence ist, steht diese Episode anderen Höhepunkten in nichts nach. Die Kultmotive sind besonders liebevoll gezeichnet, allen voran die Bereiche »Kleidung« und »Auto«. Die Handlung ist durchgehend ausgeklügelt und spannend und gipfelt wieder einmal in einem großen Finale. Prädikat: besonders sehenswert!“
Der Autor Mark Dawidziak äußerte sich wieder einmal kritisch zur längeren Laufzeit der Episode: „Trotz der großartigen Auflösung und der ausgezeichneten Leistung des ehemaligen Kinderstars Jackie Cooper ist Stirb für mich nur mäßig erfolgreich. Wie Etüde in Schwarz handelt es sich um eine zweistündige Folge, die auf 90 Minuten hätte beschränkt werden sollen. Mehrere Szenen werden gnadenlos aufgefüllt. Andere sind unnötig. […] Was diese Mängel umso frustrierender macht, ist die Tatsache, dass Stirb für mich einer hochkarätigen Columbo-Geschichte so verlockend nahekommt. Durch den gekonnten Einsatz von Dutzenden von Statisten erzeugt Regisseur Boris Sagal (Blumen des Bösen) wirkungsvoll die hektische Stimmung einer Kampagne in ihren letzten Tagen. […] Das Tempo wird jedoch durch das Bedürfnis, die Episode auf zwei Stunden aufzublasen, stark beeinträchtigt. Kompaktere Szenen und eine Schere des Editors hätten Stirb für mich um einige Stufen nach oben befördert.“